# Automòbil de turisme

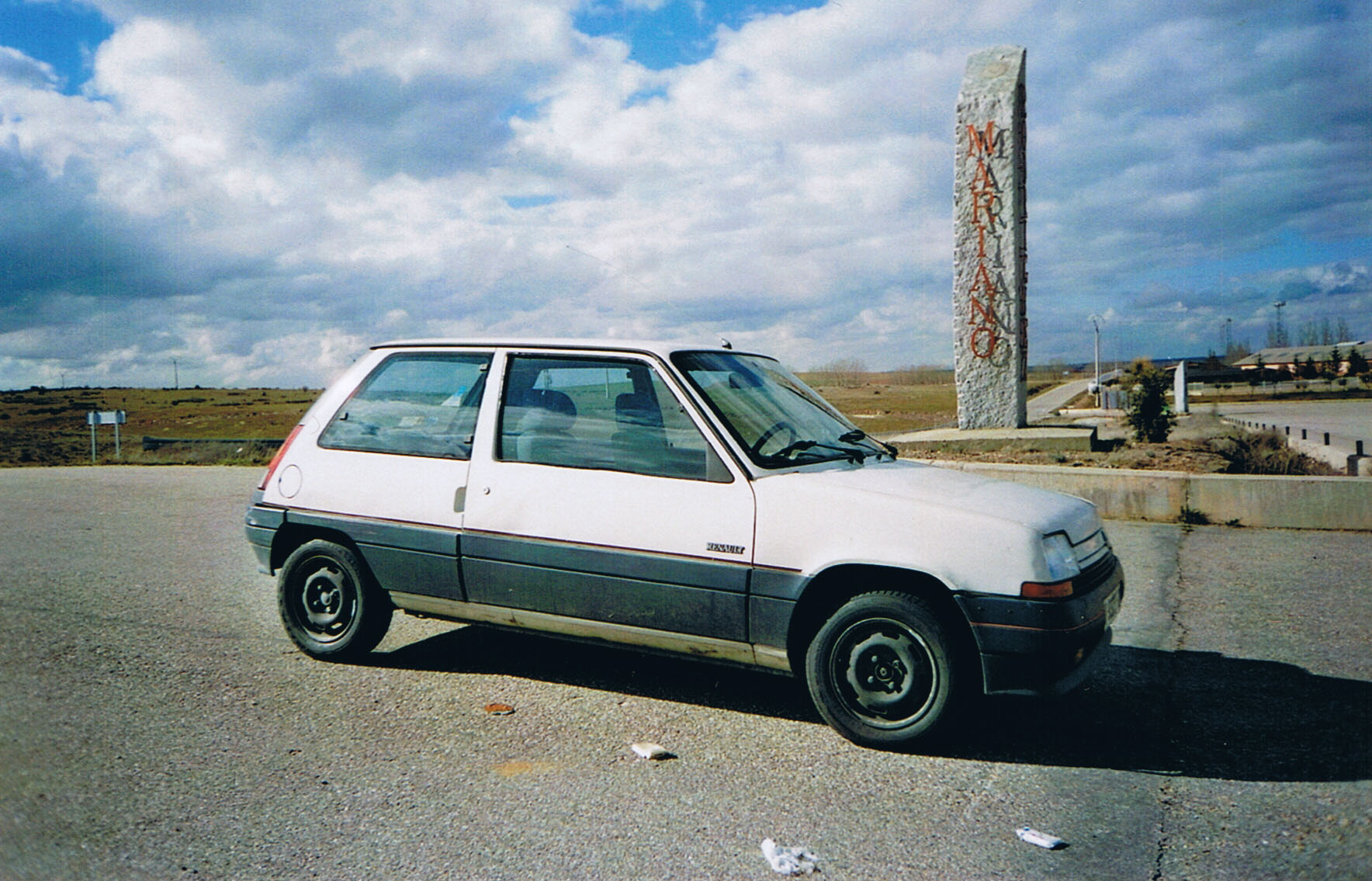
Renault 5, un automòbil de turisme amb carrosseria hatchback.

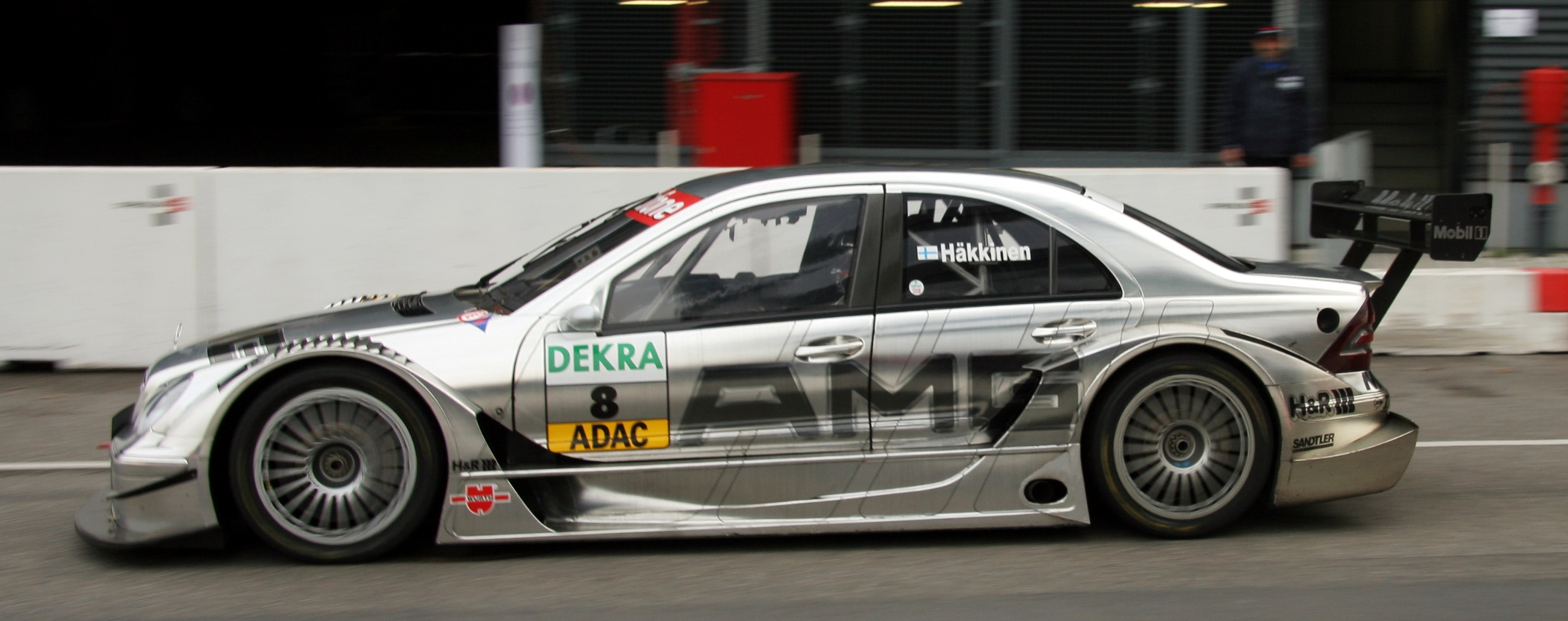
Mercedes-Benz Classe C del Deutsche Tourenwagen Masters.

Un automòbil de turisme, també conegut simplement com a turisme o automòbil, és el tipus d'automòbil destinat al transport de persones, amb almenys quatre rodes, i un màxim de nou places inclòs el conductor.
Altres termes per referir-se a un automòbil de turisme són cotxe o auto.

## Carrosseries
Un automòbil de turisme en pot tenir una, dues o tres fileres de seients i un maleter per transportar objectes, principalment equipatge. Existeixen diversos tipologies de carrosseria, com ara hatchback, liftback, sedan o familiar, així com els automòbils esportius amb carrosseries de tipus cupè o descapotable.

## Diferències amb altres automòbils
El terme "automòbil de turisme" contrasta amb el de "vehicle mixt", que es refereix als vehicles destinats al transport de persones o mercaderies, de forma simultània o no. Dins d'aquest grup s'hi engloben vehicles com ara camioneta, furgoneta o monovolum.
Així mateix, un autocar, encara que també està destinat al transport de persones, disposa de gran capacitat de places. El terme "autobús" pot utilitzar-se per referir-se a un autocar o per referir-se a un automòbil de servei públic que realitza un itinerari regularment.

## Ús en automobilisme
Els automòbils de turisme presenten modificacions respecte als de producció per ser utilitzats en competicions d'automobilisme. S'utilitzen habitualment en disciplines com ara ral·lis i rallycross. Tanmateix, en parlar de carreres de turismes hom es refereix a automobilisme de velocitat. El Deutsche Tourenwagen Masters i el Campionat Mundial de Turismes són dos dels campionats de turismes més populars a Europa; a l'Argentina ho són el TC 2000 i el Top Race.